# Reinhard Bendix
Reinhard Bendix (1916-1991) fou un sociòleg alemany. Activista antinazi en la seva joventut, va emigrar als Estats Units, on va exercir de professor universitari. Presidí l'American Sociological Association i obtingué diversos reconeixements per la seva tasca docent i investigadora. Entre els seus treballs destaquen aquells dedicats a l'obra de Max Weber i al paper del proletariat com a classe social.